# Alonso de Mesa, el Joven
Alonso de Mesa, el Joven hijo del conquistador y encomendero español del Perú, Alonso de Mesa, el Viejo y la sobrina nieta del emperador inca Atahualpa, Catalina Huaco Ocllo. Como legítimo y primer heredero, acumuló una gran fortuna gracias a las propiedades heredadas de sus padres en el Perú, dentro de los cuales existían ciertas minas de oro y plata, y a su increíble potencial para hacer dinero. Se convirtió en el primer señor de Piedrabuena, señorío situado en Ciudad Real. Siendo fundador pues de la casa nobiliaria Piedrabuena, según parece el origen del nombre del señorío provendría de la existencia en sus terrenos de un viejo castillo de origen árabe el cual estaba construido de piedra caliza. A partir de este momento, todos sus descendientes heredarán el apellido de Piedrabuena. Los herederos del señor de Piedrabuena experimentaron un fenómeno conocido como "emblanquecimiento" al emparentarse con nobles de la zona, perdiendo o disminuyendo sus rasgos mestizos.